# Magikon
Magikon è un ibrido tra gioco di ruolo e gioco da tavolo prodotto dall'International Team nel 1983, creato da Marco Donadoni e illustrato da Mauro Moretti. Sebbene si definisca gioco di ruolo sulla scatola e all'interno, è sostanzialmente un gioco da tavolo fantasy con taluni elementi di ruolo insufficienti però a definirlo come gioco di ruolo vero e proprio. Si tratta di un gioco rarissimo e molto ricercato sia dagli appassionati di giochi di ruolo che dei giochi International Team.
Magikon si caratterizza per un originale sistema di "precedenti" per quanto concerne la gestione del gioco. Esso infatti non presenta quasi alcuna regola fissa, preferendo invece far sì che i giocatori stessi creino le regole del gioco con un sistema omologato dalla giurisprudenza anglosassone: se i giocatori sono d'accordo sul funzionamento di un certo evento o sulla gestione di una data situazione, allora quella diviene la regola da seguire. Si tratta di un sistema assai insolito e innovativo che però precluse al gioco un successo commerciale all'altezza delle aspettative.